# サン・ロッコ大同信会
サン・ロッコ大同信組合(イタリア語: Scuola Grande di San Rocco)とは、慈善事業を行う友好団体である信徒会として、1517年から1560年にかけて建造された建物。画家ティントレットが20年以上かけた絵画装飾で知られる。
座標: 北緯45度26分11.33秒 東経12度19分32.76秒 / 北緯45.4364806度 東経12.3257667度